# 斎藤良衛
斎藤 良衛（さいとう りょうえ、1880年（明治13年）11月15日- 1956年（昭和31年）11月4日）は、日本の外交官。外務省通商局長を最後に退官し、南満州鉄道理事、同最高顧問、外務省顧問を務める。『支那ニ於ケル外国人ノ権利義務』で法学博士（東京帝国大学）。会津短期大学学長歴任。

## 生涯

### 経歴
旧会津藩士であった斎藤家に、医師の長男として生まれる。会津中学に進学し、同級生には岸本正雄や常盤盛衛などがいた。検定試験から東京帝国大学に進み、卒業の翌々年（1910年）に外交官及領事官試験合格（同期生は9名で首席合格者は斎藤博）。オタワやワシントンでの在勤もあったが、中国勤務が長く、本省では通商局課長、同局長を歴任した。1920年（大正9年）には中国の賠償金支払いを巡って日本人に銃撃を受け危篤状態に陥っている。
1927年（昭和2年）に退官し、満鉄理事、関東軍外交顧問、外務省顧問を務める。南京事件の際は、松井石根に同行した。第二次世界大戦中は満鉄の最高顧問であったが、サイパン島が陥落すると辞職し、電波兵器工場の工員として働いた。この時期に陸軍高官らに中国からの全面撤兵を説き、憲兵隊に捕らわれている。戦後、外務官僚は37名が公職追放処分を受けたが、斎藤は対象になっていない。郷里に戻った斎藤は会津短期大学の第二代学長となる。二瓶兵二（欧米局第一課長、トルコ参事官）は外交官試験同期で、ともに会津会会員である。

### 松岡洋右との関係
斎藤は初任地の天津で清国公使館二等書記官であった松岡洋右と知り合い、松岡の満鉄副社長、外務大臣時代にそれぞれ満鉄理事、外務省顧問を務めた。斎藤は「松岡外交の最高補助者」を自認し、北岡伸一がその満鉄理事への就任が松岡の推挙と推定するように両人は近い存在であった。松岡や近衛文麿に奨められた第二次近衛内閣での外務省顧問就任に際しては、松平恒雄宮相に相談し、｢外務上層部の戦争突入のブレーキ役｣として就任を決意する。しかし、日独伊三国同盟交渉に際して辞職を考慮し、斎藤によれば松平や小幡酉吉に相談したが引き止められたという。斎藤は三国同盟締結に協力し、戦後に松岡が意図した所を明らかにするため『欺かれた歴史』を著す。同書の緒言は以下のように結ばれている。

## 栄典
位階
- 1927年（昭和2年）8月14日 - 従四位[17]

外国勲章佩用允許
- 1926年（大正15年）10月21日 - スウェーデン王国：ヴァーサ勲章甲級コンマンドール[18]
- 1942年（昭和17年）12月28日 - ドイツ国：ドイツ鷲勲章大十字章[19]

## 主な著書等
戦前
1. 『近世東洋外交史序説』巌松堂、1927年
2. 『最近支那国際関係』国際連盟協会叢書、1931年
3. 『ソビエト露国の極東進出』日本評論社、1931年
4. 『外国人ノ対支経済活動ノ法的根拠』（第1巻） 外務省通商局、1937年
5. 『外国人ノ対支経済活動ノ法的根拠』（第2巻） 外務省通商局、1937年
6. 『外国人ノ対支経済活動ノ法的根拠』（第3巻） 外務省通商局、1937年
7. 『外国人ノ対支経済活動ノ法的根拠』（第4巻） 外務省通商局、1937年
8. 『外国人ノ対支経済活動ノ法的根拠』（第5巻） 外務省通商局、1937年
9. 『外国人ノ対支経済活動ノ法的根拠』（第6巻） 外務省通商局、1937年

戦後
1. 『日独伊三国同盟回顧』1951年（外務省 日本外交文書デジタルアーカイブ 日独伊三国同盟関係調書集）
2. 『太平洋戦争由来記　松岡外交の真相』要書房、1952年。復刻「日本外交史人物叢書　第22巻」ゆまに書房、2002年
3. 『欺かれた歴史 松岡と三国同盟の裏面』読売新聞社、1955年

新版再刊
- 『欺かれた歴史　松岡洋右と三国同盟の裏面』 中公文庫、2012年
- 『革命ロシアの極東進出　満洲事変前夜まで』 書肆心水、2021年
- 『近代中国と列強の利権　積弱大国に展開する経済の国際政治』 書肆心水、2021年